# Akira Abe
Pour les articles homonymes, voir Abe.
Akira Abe (阿部 昭, Abe Akira), né le 22 septembre 1934 à Hiroshima et mort le 19 mars 1989 à Tsujidō (Fujisawa), est un écrivain japonais.

## Biographie
Né à Hiroshima, Abe est le fils d'un officier de marine. Il passe la plus grande partie de son enfance à Kugenuma, à la suite du transfert de son père dans la préfecture de Kanagawa en 1935. À partir de 1941, il fréquente l'école primaire à Fujisawa puis le lycée de Kanagawa en compagnie de Shintarō Ishihara et Jun Etō. Il étudie la littérature française à l'Université de Tokyo à peu près à la même époque que Kenzaburō Ōe. Pendant ses études, Abe travaille comme tuteur des violoncellistes Tsuyoshi Tsutsumi et Kenichirō Yasuda.
Après l'obtention de son diplôme en 1959, il travaille jusqu'au début de sa carrière d'écrivain professionnel en 1971 comme réalisateur de radio et télévision à la SCT. Cependant, et en parallèle à son activité professionnelle d'alors, il écrit déjà ses premiers textes. Il est lauréat en 1962 du prix Bungakukai des jeunes talents (文學界新人賞, Bungakukai Shinjinshō)  pour son autobiographie Kodomobeya (子供部屋). Il se fait encore remarquer en 1970 avec son récit Shirei no kyūka (« Vacances pour l'éternité ». Un an plus tard, Abe quitte la SCT pour se consacrer exclusivement à l'écriture.
En 1973, il est couronné du prix Mainichi de la culture pour Sennen (千年). Avec ses motifs autobiographiques qui font régulièrement référence à sa propre situation familiale, Akira Abe est l'un des représentants du « roman-je » japonais. Les sujets qu'il aborde comprennent l'analyse de la perte d'autorité de l'armée dans la période d'après-guerre, qui touche particulièrement son père, et la situation similaire à celle de Kenzaburō Ōe vivant avec un membre de sa famille handicapé. Abe est aussi un maître du récit court.
Abe meurt le 19 mars 1989 d'une crise cardiaque à seulement 55 ans à Tsujidō, un quartier de Fujisawa. Ryūjirō Abe (阿部 龍二郎), son deuxième fils, est chef de service au SCT.

## Ouvrages
- 1970 Ōinaru hi (大いなる日)
- 1971 Shirei no kyūka (司令の休暇)
- 1973 Sennen (千年)
- 1976 Kodomo no himitsu (子供の秘密)
- 1976 Jinsei no ichinichi (人生の一日 中央公論社)
- 1978 Kodomobeya (子供部屋)
- 1979 Chichitachi no shōzo (父たちの肖像)
- 1981 sambun no kihon (散文の基本, « Le fondement de la prose »)
- 1987 Tampen shōsetsu o katarau (短篇小説を語る)

## Source de la traduction
- (de) Cet article est partiellement ou en totalité issu de l’article de Wikipédia en allemand intitulé « Akira Abe » (voir la liste des auteurs).
- Notices d'autorité :   - VIAF
  - ISNI
  - IdRef
  - LCCN
  - GND
  - Japon
  - CiNii
  - Israël
  - Corée du Sud
  - WorldCat